# Елизаров, Николай Григорьевич
Николай Григорьевич Елизаров (род. 28 февраля 1907; Рахманово, Клинский уезд, Московская губерния, Российская империя — 19 апреля 1984; Москва, РСФСР, СССР) — советский актёр театра и кино, ветеран Великой Отечественной войны.

## Биография
Родился 28 февраля 1907 года в деревне Рахманово Клинского уезда Московской губернии Российской империи в семье отца, который служил при Московском ресторане «Эрмитаж» и матери, которая работала няней в больнице имени С.П. Боткина.
До семи лет жил в деревне, затем мать забрала его к себе в Москву. Сначала ушёл из жизни отец, позже мать, после чего ему пришлось зарабатывать себе на жизнь.  Работал разнорабочим, а потом, по окончании курсов шоферов, шофёром 1-го транспортного парка.
В 1929 году Елизаров был призван в ряды Красной армии. Служил в качестве шофёра в 22-м погранотряде города Волжска. После демобилизации в 1931 году вернулся в Москву, где продолжил работать шофёром, параллельно обучаясь в театральной студии при Горкоме профсоюза шофёров. Закончив её в 1934 году, был принят в труппу Московского театра имени Н.Э. Баумана, а 15 января 1939 года переведён в Центральный театр Красной армии, который стал ему родным на долгие годы.
В октябре 1941 года Николай Елизаров был мобилизован в ряды РККА. Служил сначала в Москве, а в июне 1943 года был переведён в состав 50-й армии 3-го Белорусского фронта. В октябре этого же года в бою при наступлении под Спас-Демьяновском Елизаров попал в плен и отправлен в один из немецких концлагерей. В мае 1944 года ему удалось сбежать и успешно добраться до частей Красной армии. Однако, по состоянию здоровья он не смог продолжить службу в действующей армии и был отправлен руководить художественной самодеятельностью поселка Шерешево Брестской области, а в марте 1945 года был назначен руководителем Брестского филиала Белгосфилармонии.
15 октября 1945 года Николай Елизаров вернулся в Москву. В начале 1946 года был восстановлен в ЦТКА, но успел отработать здесь только четыре года. 10 января 1950 года он был арестован и осужден по 58-й статье на десять лет лагерей. Отбывал срок в Кемеровской области. 8 октября 1955 года освобождён, 12 сентября 1956 года реабилитирован.
После реабилитации Елизаров уже во второй раз был восстановлен в Театре Советской армии и работал там до ухода на заслуженный отдых в 1978 году.
Ушёл из жизни 19 апреля 1984 года в возрасте 77-и лет. Похоронен на Николо-Архангельском кладбище.

## Личная жизнь
Познакомился со своей будущей женой ещё в начале 1930-х годов, она жила в ближайшей деревне.
У них родилось двое сыновей. Первый из них умер в младенчестве.
Его правнук Андрей Елизаров, тоже актёр, окончил Новосибирское театральное училище, работал в Прокопьевском театре. Сейчас живёт в Москве, снимается в различных сериалах.

## Творчество

### Критика в творчестве
Краткий отзыв об игре Елизарова на странице 86 в обсуждении фильма «Дом, в котором я живу», опубликованном в № 2 журнала «Искусство кино» за 1958 год: 
«Актер Елизаров в одной сцене прощания, где, казалось бы, нет никаких внешне выигрышных деталей, блестяще выражает тему гражданского подвига миллионов советских людей» (это слова К. Парамоновой).

### Театральные роли
- «Падь серебряная» Н.Ф. Погодина),

- Калинушкин («Полководец Суворов» И.В. Бахтерева и А.В. Разумовского),

- Федосеев («На той стороне» А.А. Барянова),

- Маурер («Последняя остановка» Э.М. Ремарка),

- Курт Бауэр («Серёжка с Малой Бронной» Ю.А. Шевкуненко),

- Ион («Каса маре» И.П. Друцэ),

- Однорукий («Объяснение в ненависти» И.В. Штока),

- Валентинов («Камешки на ладони» А.Д. Салынского)

- Татищев («Смерть Иоанна Грозного» А.К. Толстого),

- Данилыч («Засада» И.Ф. Шведовой и А.В. Шайкевича)

- Другие роли.

### Кинематографические работы
- 1947 - Сказание о земле Сибирской (военный)

- 1957 - Дом, в котором я живу (Павел Давыдов, отец)

- 1958 - Ночной гость (Николай Семенович,  полковник в отставке)

- 1958 - Поэма о море (водитель грузовика)

- 1959 - Спасённое поколение (Морозов)

- 1973 - Ступени (фильм-спектакль)